# Боболице
Боболице (пољ. Bobolice) град је у Пољској у Војводству западно-поморском. По подацима из 2012. године број становника у месту је био 4271.
.

## Становништво
| 2012. |
| ----- |
| 4.271 |

## Партнерски градови
- Демин
- Jašiūnai